# Pirkanmaa
Pirkanmaa, o la Regió Tampere, és una regió (en finès maakunta, en suec landskap) de Finlàndia. Voreja a les regions de Satakunta, Tavastia Pròpia, Päijät-Häme, Ostrobòtnia del Sud i Finlàndia Central.

## Municipis
Pirkanmaa inclou 33 municipis dels quals 11 tenen estatus de ciutat i que estan marcades en negreta.
Llista alfabètica:
| - Akaa - Hämeenkyrö - Ikaalinen - Juupajoki - Kangasala - Kihniö - Lempäälä - Mänttä-Vilppula - Nokia - Orivesi - Pirkkala | - Parkano - Punkalaidun - Pälkäne - Ruovesi - Sastamala - Tampere - Urjala - Valkeakoski - Vesilahti - Virrat - Ylöjärvi |